# Gare de Zemitāni
La gare de Zemitāni est une gare ferroviaire lettone de la ligne de Zemitāni à Skulte.

## Situation ferroviaire
C'est un nœud ferroviaire au nord est de Riga.

## Histoire
Elle a ouvert en 1889.
Avant 1928 la gare portait le nome de Porte d'Alexandre, puis de 1948 à 1995, le nom de Otomārs Oškalns. Pendant l'occupation allemande le nom de Riga - Hohe Brücke et actuellement celle de Jorģis Zemitāns.